# Мюллер, Франц Карл
Франц Карл Мюллер (нем. Franz Carl Müller; 1860 — 1913) — немецкий невропатолог и бальнеотерапевт.
Медицинское образование получил в Вюрцбурге, Мюнхене и Берлине. С 1884 г. был ассистентом лейб-медика Гуддена в мюнхенском окружном психиатрическом институте. Находился на Штарнбергском озере в то время, когда д-р Гудден кинулся спасать утопавшего душевнобольного баварского короля Людвига II, и извлёк оба трупа из воды; об этих событиях написал книгу «Последние дни короля Людвига Баварского» (нем. Die letzten Tage Königs Ludwig von Bayern»; 1888).
В дальнейшем опубликовал учебники по водолечению и бальнеотерапии (1889, 1890), монографию «Психопатология сознания» (нем. Psychopathologie des Bewußtseins; 1889) и ряд других трудов, был редактором журнала «Archiv für Hydrotherapie und Balneotherapie».